# Quảng Đông (phường)
Quảng Đông là một phường thuộc thành phố Thanh Hóa, tỉnh Thanh Hóa, Việt Nam.

## Địa lý
Phường Quảng Đông nằm ở phía đông nam thành phố Thanh Hóa, có vị trí địa lý:
- Phía đông giáp các phường Quảng Phú và Quảng Cát
- Phía tây giáp phường Quảng Thành
- Phía nam giáp huyện Quảng Xương
- Phía bắc giáp phường Quảng Hưng.

Phường có diện tích 5,33 km², dân số năm 2019 là 8.395 người, mật độ dân số đạt 1.575 người/km².

## Lịch sử
Vùng đất thuộc phường Quảng Đông ngày nay, vào đầu thế kỉ 19 thuộc tổng Lưu Vệ, huyện Quảng Xương, phủ Tĩnh Gia, nội trấn Thanh Hóa, đến trước năm 1945 thuộc tổng Lưu Thanh, huyện Quảng Xương, phủ Tĩnh Gia, tỉnh Thanh Hóa.
Sau năm 1945, địa bàn phường thuộc các xã Phan Đình Phùng và Đinh Công Tráng, huyện Quảng Xương. Năm 1948, các xã Đinh Công Tráng và Phan Đình Phùng sáp nhập thành xã Quảng Định gồm 10 làng. Năm 1954, một phần xã Quảng Định được tách ra để lập các xã Quảng Đông và Quảng Thành, tên gọi Quảng Đông xuất hiện từ đây.
Ngày 29 tháng 2 năm 2012, xã Quảng Đông được chuyển từ huyện Quảng Xương về thành phố Thanh Hóa.
Ngày 9 tháng 12 năm 2020, Ủy ban Thường vụ Quốc hội ban hành Nghị quyết 1108/NQ-UBTVQH14 về việc thành lập các phường thuộc thành phố Thanh Hóa (nghị quyết có hiệu lực từ ngày 1 tháng 2 năm 2021). Theo đó, thành lập phường Quảng Đông trên cơ sở toàn bộ 5,33 km² diện tích tự nhiên và 8.395 người của xã Quảng Đông.

### Phân chia hành chính
Đến năm 2019, xã Quảng Đông có 3 làng:
- Làng Xích Ngọc: có từ thế kỉ 12, đến thời Lê gọi là làng Cồn; đầu thế kỉ 19 là thôn Cồn Bạc thuộc xã Vi Bạc, tổng Lưu Vệ; cuối thế kỉ 19 là thôn Ngọc Tích, xã Vĩ Bạc, tổng Lưu Thanh; thời Khải Định đổi thành thôn Xích Ngọc; sau năm 1945 thuộc xã Đinh Công Tráng.
- Làng Chính Hảo: có từ thế kỉ 15, tên ban đầu là Kẻ Mít, từ thời Hậu Lê đến cuối thế kỉ 19 là thôn Tứ Mỹ thuộc xã An Mỹ, tổng Lưu Thanh; sau đổi thành Chính Hảo; sau năm 1945 thuộc xã Phan Đình Phùng.
- Làng Việt Yên: có từ thế kỉ 15, tên ban đầu là Kẻ Vọt (Cồn Vọt); thời Hậu Lê gọi là làng Việt Yên; đầu thế kỉ 19 là thôn An Việt thuộc xã An Mỹ; cuối thế kỉ 19 đổi lại là thôn Việt Yên; sau năm 1945 thuộc xã Phan Đình Phùng.

Từ năm 1959, xã Quảng Đông chia thành các xóm: Đông Nghĩa, Đông Ngọc, Đông Đoài, Đông Thành, Đông Vinh, Đông Đức, Đông Quang, Đông Hưng, Đông Hòa, Đông Văn, Đông Vũ và Đông Việt.
  
Năm 2018:
- Sáp nhập thôn Đông Nghĩa (176 hộ, 680 nhân khẩu, diện tích 48 ha) và thôn Đông Ngọc (150 hộ, 496 nhân khẩu, diện tích 39,8 ha) để thành lập thôn Xích Ngọc. Sau khi thành lập, thôn Xích Ngọc có 326 hộ, 1.176 nhân khẩu, diện tích 87,8 ha.
- Sáp nhập thôn Đông Đoài (121 hộ, 419 nhân khẩu, diện tích 36,3 ha) và thôn Đông Thành (101 hộ, 417 nhân khẩu, diện tích 38,1 ha) và thôn Đông Vinh (125 hộ, 382 nhân khẩu, diện tích 45,7 ha) để thành lập thôn Đông Đức. Sau khi thành lập, thôn Đông Đức có 347 hộ, 1.218 nhân khẩu, diện tích 120,1 ha.
- Sáp nhập thôn Đông Quang I (112 hộ, 420 nhân khẩu, diện tích 45,4 ha) và thôn Đông Quang II (91 hộ, 285 nhân khẩu, diện tích 36,3 ha) để thành lập thôn Đông Quang. Sau khi thành lập, thôn Đông Quang có 203 hộ, 705 nhân khẩu, diện tích 81,7 ha.
- Sáp nhập thôn Đông Hưng (175 hộ, 550 nhân khẩu, diện tích 45,3 ha) và thôn Đông Hòa (162 hộ, 520 nhân khẩu, diện tích 51,1 ha) để thành lập thôn Chính Hảo. Sau khi thành lập, thôn Chính Hảo có 337 hộ, 1.070 nhân khẩu, diện tích 96,4 ha.
- Sáp nhập thôn Đông Vũ (150 hộ, 513 nhân khẩu, diện tích 41,8 ha) và thôn Đông Việt (169 hộ, 683 nhân khẩu, diện tích 49,7 ha) để thành lập thôn Việt Yên. Sau khi thành lập, thôn Việt Yên có 319 hộ, 1.196 nhân khẩu, diện tích 91,5 ha.